# Antiophlebia bracteata
Antiophlebia bracteata là một loài bướm đêm trong họ Noctuidae.

## Hình ảnh

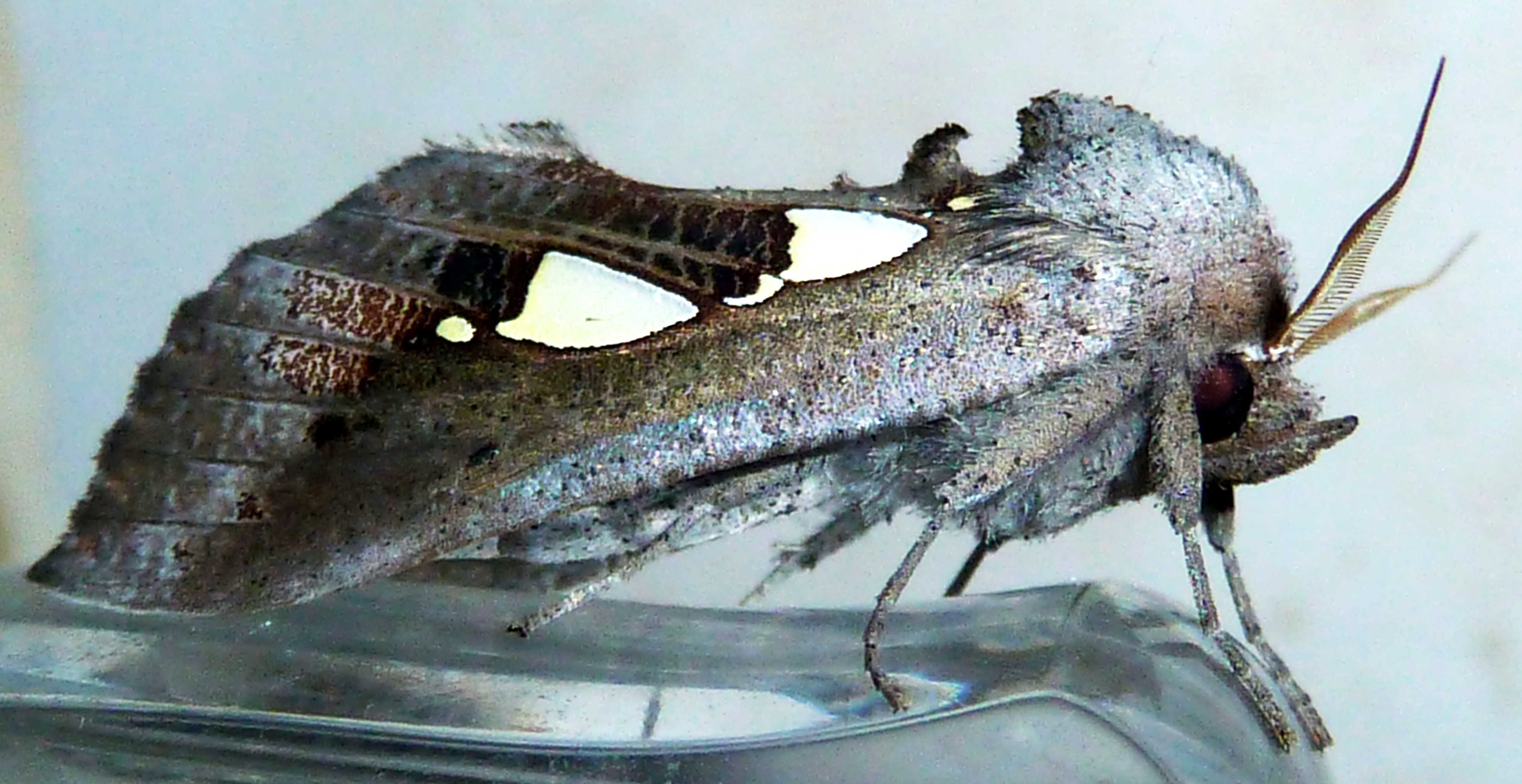
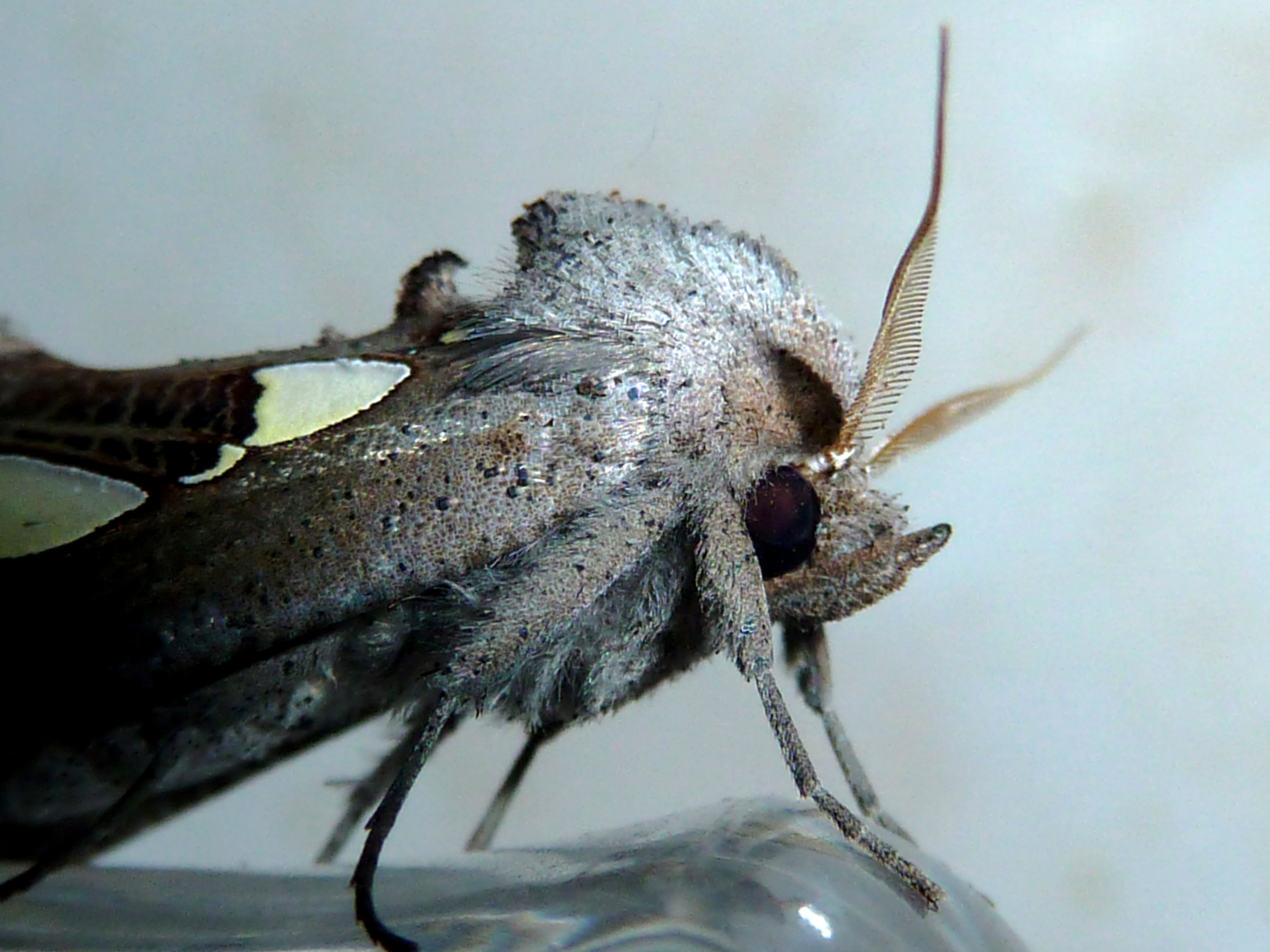
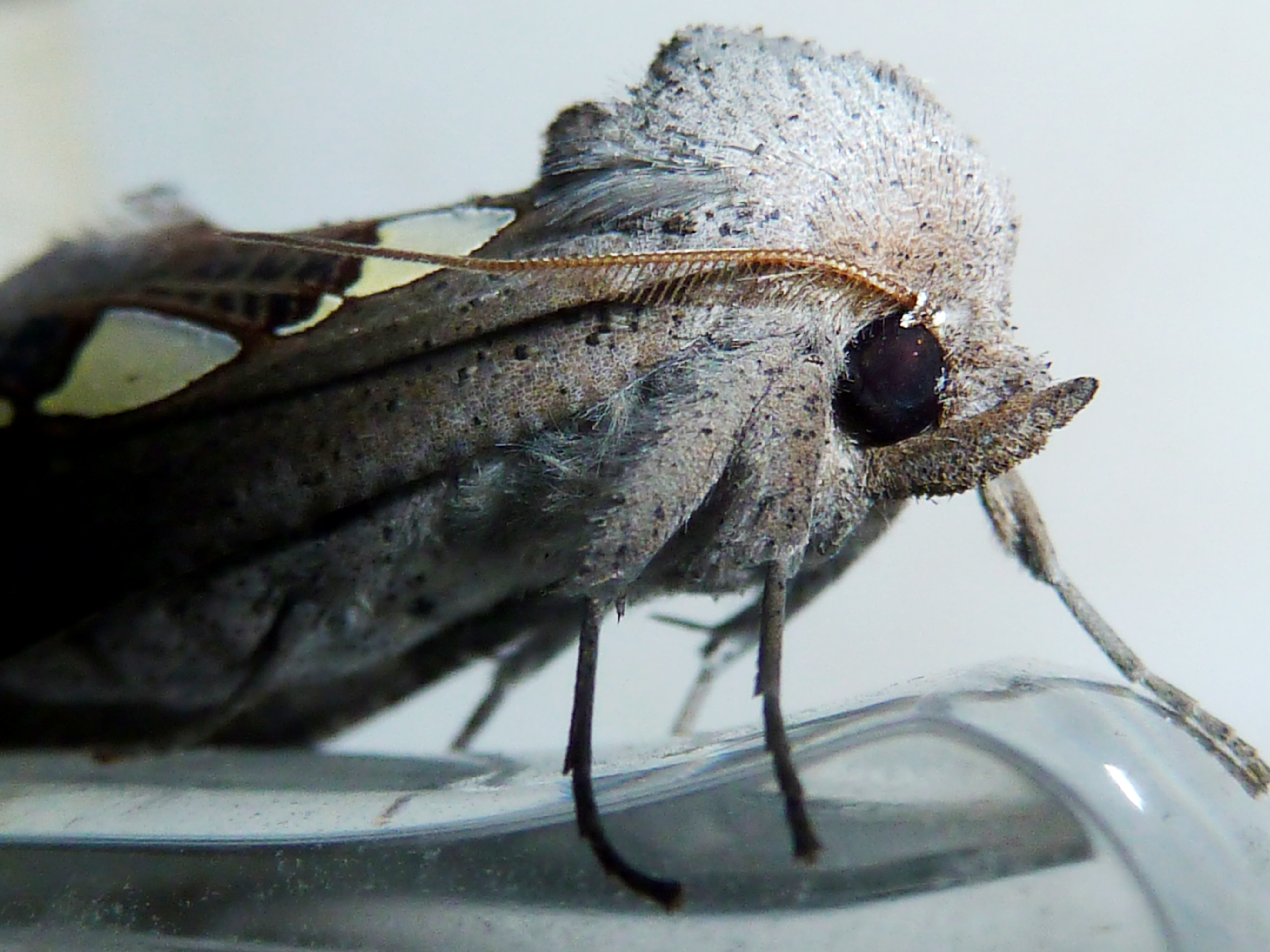